# Daimler Truck
Daimler Truck AG (юридична назва холдингової компанії Daimler Truck Holding AG) - найбільший у світі комерційний виробник автомобілів, що має понад 35 головних підприємств по всьому світу та приблизно 100 000 співробітників. Штаб-квартира Daimler Truck AG знаходиться в Ляйнфельден-Ехтердінгені, Німеччина. З листопада 2019 року по грудень 2021 року вона була частиною Daimler AG.

## Історія
Підрозділи Daimler Truck і Daimler Buses об'єднують вісім автомобільних брендів BharatBenz, Freightliner, FUSO, Mercedes-Benz, RIZON, Setra, Thomas Built Buses і Western Star. Daimler Truck є світовим лідером у сегменті середніх і важких вантажівок повною масою понад 6 тонн. У 2019 році в цьому сегменті було поставлено близько 489 000 автомобілів. Фінансові послуги та послуги мобільності пропонуються через підрозділ Daimler Truck Financial Services..
Daimler Truck була створена у 2019 році як дочірня компанія Daimler AG. У лютому 2021 року концерн Daimler оголосив, що планує виділити Daimler Truck в окрему публічну компанію. Виділення було схвалено акціонерами 1 жовтня 2021 р. Після цього було зареєстровано Daimler Truck Holding AG для управління активами, що належали Daimler Truck AG, а Daimler AG зберегла 35% акцій у новій компанії, а 5% було передано до її пенсійного трасту. 1 грудня було запущено окремий веб-сайт компанії Daimler Truck,, а 10 грудня компанія вийшла на біржу.

## Бренди
- Mercedes-Benz - легкі, середні та важкі вантажівки, автобуси
- Freightliner - середні та важкі вантажівки, фургони
- Western Star - важкі вантажівки
- Fuso - легкі, середні та важкі вантажівки, автобуси
- Thomas Built Buses - шкільні автобуси
- Setra - автобуси
- BharatBenz - середні та важкі вантажівки, автобуси (бренд в Індії)
- Detroit Diesel - середні та важкі силові агрегати
- TruckStore - вживані транспортні засоби, фінансування, лізинг, оренда, гарантійні та сервісні контракти, викуп
- Fleetboard - телематика та зв'язок
- Rizon - електричні середньотоннажні вантажівки

## Фінанси
Із 298 683 співробітників концерну Daimler Group на кінець 2018 року (2017: 289 321) 82 953 (2016: 79 483) працювали в підрозділі Daimler Trucks, з яких 30 447 (2017: 30 424) були зайняті в Німеччина і 16 647 в США (2017: 15 002). У 2019 році дохід Daimler Trucks склав 40,2 млрд євро, а Daimler Buses - 4,7 млрд євро. Daimler Buses є провідним брендом на своїх основних ринках у Європі, Мексиці, Бразилії та Аргентини, продавши у 2019 році 30 888 автобусів по всьому світу.
У 2018 році найважливішим ринком збуту були країни НАФТА з 37%, за ними йшла Азія з 32%, Західна Європа (ЄС плюс Норвегія і Швейцарія) з 17% і Латинська Америка (за винятком країни НАФТА Мексики) з 7%.

## Місця розташування
Daimler Truck має всесвітню мережу виробничих заводів і дослідницьких центрів. У наступному списку наведено опис усіх місць у всьому світі, де розташовані заводи Daimler Truck, включно із заводами дочірніх підприємств EvoBus, Daimler Trucks North America, Detroit Diesel, Freightliner Trucks та Mitsubishi Fuso Truck and Bus Corporation.
| Місто                                    | Країна                          | Мета | Співробітники                  | Площа заводу                 |
| ---------------------------------------- | ------------------------------- | --- | ------------------------------ | ---------------------------- |
| Айкава                                   | Японія                          | Виробництво деталей трансмісії                                                                                                 | 267                            | Н/Д                          |
| Аксарай                                  | Туреччина                       | Atego, Axor, Actros та Unimog Дослідження та розробки                                                                          | 1 737                          | 560 000 м2 (6 000 фут2)      |
| Атлантіс                                 | Південно-Африканська Республіка | Ливарний завод | 842                            | 940 000 м2 (10 100 000 фут2) |
| Пекін                                    | Китай                           | Вантажівки Auman (збірка) Чотирициліндрові двигуни (виробництво та збірка), Шестициліндрові двигуни (збірка)                   | 8,878                          | 229 862 м2 (2 474 210 фут2)  |
| Бангалор                                 | Індія                           | Daimler Truck Innovation Center India                                                                                          | 1400                           | N/A                          |
| Берлін                                   | Німеччина                       | Різні двигуни, компоненти, деталі трансмісії та паливні системи                                                                | 2 538                          | 501 502 м2 (5 398 120 фут2)  |
| Ченнаї                                   | Індія                           | Вантажні автомобілі (легкі, середні, важкі) з брендами BharatBenz, Mercedes-Benz та Fuso Автобуси BharatBenz.                  | 2 540                          | 1 600 000 м2 (17 000 фут2)   |
| Чікаранг, Округ Бекасі                   | Індонезія                       | Axor, Автобуси | Н/Д                            | 146 000 м2 (1 570 000 фут2)  |
| Клівленд, Північна Кароліна              | США                             | моделі вантажівок 8 класу (Freightliner Cascadia / Western Star 47X, 49X і 57X.                                                | 1,837                          | Н/Д                          |
| Детройт, Мічиган                         | США                             | 2 164 | Н/Д                            |                              |
| Дортмунд                                 | Німеччина                       | Міські, міжміські та мобільні автобуси                                                                                         | 268                            | Н/Д                          |
| Іст-Лондон, Східнокапська провінція      | Південна Африка                 | Вантажівки та автобуси Mercedes, вантажівки Fuso                                                                               | 2,743                          | 603 600 м2 (6 497 000 фут2)  |
| Ебіна                                    | Японія                          | вантажівки Fuso, різні кузови Розробка шасі                                                                                    | 430                            | 83 000 м2 (890 000 фут2)     |
| Фунса                                    | Колумбія                        | Шасі для автобусів | 542                            | 11 000 м2 (120 000 фут2)     |
| Гаффні, Південна Кароліна                | США                             | Шасі для шкільних автобусів, маршрутних автобусів, мікроавтобусів та будинків на колесах                                       | 542                            | Н/Д                          |
| Гаггенау                                 | Німеччина                       | Механічна та автоматична коробка передач, мости, гідротрансформатори та пресовані деталі                                       | 6 280                          | 460 000 м2 (5 000 фут2)      |
| Гарсія                                   | Мексика                         | Збірка автобусних шасі | 4000                           | 42 709 м2 (459 720 фут2)     |
| Гастонія, Північна Кароліна              | США                             | Виробництво деталей | 1 262                          | Н/Д                          |
| Гамбург                                  | Німеччина                       | Осі та компоненти осей, рульові колонки, компоненти для техніки вихлопних газів та легкі конструкційні деталі                  | 2,752                          | 331 000 м2 (3 560 000 фут2)  |
| Хай-Пойнт, Північна Кароліна             | США                             | Шкільні автобуси (збірка) Thomas Built Buses Дослідження і розробки                                                            | 1316                           | Н/Д                          |
| Голішов                                  | Чехія                           | Кузови для міжміських автобусів та автобусні сегменти                                                                          | 360                            | Н/Д                          |
| Стамбул-Хошдере                          | Туреччина                       | Кузовний цех, катодне фарбування, фарбувальний цех Транзитні та міжміські автобуси та міжміські автобуси (збірка)              | 4 421                          | Н/Д                          |
| Жуїз-ді-Фора                             | Бразилія                        | Accelo & Actros (складання) | 926                            | Н/Д                          |
| Кассель                                  | Німеччина                       | Осі, карданний вали та інші компоненти                                                                                         | 2,820                          | 435 873 м2 (4 691 700 фут2)  |
| Кавасакі                                 | Японія                          | Функції головного офісу Fuso (Дослідження та розробка, виробництво двигунів, мостів та трансмісій; LDT, MDT, HDT)              | 4,670                          | Н/Д                          |
| Кірхгайм-унтер-Тек                       | Німеччина                       | EvoBus корпоративна штаб-квартира Продажі                                                                                      | 120                            | Н/Д                          |
| Келледа                                  | Німеччина                       | Трициліндрові і чотирициліндрові двигуни                                                                                       | 914                            | 417 434 м2 (4 493 220 фут2)  |
| Ліньї-ан-Барруа                          | Франція                         | Транзитні автобуси та міжміські автобуси (складання)                                                                           | 375                            | Н/Д                          |
| Логан Тауншип, Нью-Джерсі                | США                             | Фусо | Н/Д                            | Н/Д                          |
| Мангейм                                  | Німеччина                       | Транзитні, міжміські автобуси та міжміські автобуси (кузовний цех, катодне фарбування, складання)                              | 3 301                          | Н/Д                          |
| Мангейм                                  | Німеччина                       | Ливарне виробництво, двигуни (виробництво та відновлення) та двигуни зелених технологій)                                       | 5 113                          | 898 654 м2 (9 673 030 фут2)  |
| Мольсхайм                                | Франція                         | Кастомізація вантажівок спеціального призначення]]                                                                             | 527                            | Н/Д                          |
| Маунт-Холлі, Північна Кароліна           | США                             | Freightliner Business Class M2, збірка 108SD та 114SD                                                                          | 1 460                          | Н/Д                          |
| Ной-Ульм                                 | Німеччина                       | Транзитні та міжміські автобуси та міжміські автобуси (фарбувальний цех та складання)                                          | 3 578                          | Н/Д                          |
| Портленд, Орегон                         | США                             | Складання вантажівок: Freightliner eCascadia / Western Star 47X, 49X Дослідження і розробки                                    | 4,590                          | Н/Д                          |
| Сакура                                   | Японія                          | Випробувальний полігон та випробувальний трек Фусо                                                                             | 384                            | Н/Д                          |
| Сальтільйо                               | Мексика                         | Freightliner Cascadia | 2,972                          | Н/Д                          |
| Кастро-Урдіалес                          | Іспанія                         | Шасі | 246                            | Н/Д                          |
| Сантьяго-Тьянгістенко-де-Галеана         | Мексика                         | Freightliner M2 106, M2 112 і Cascadia / Western Star 57X                                                                      | 1 610                          | Н/Д                          |
| Сан-Бернарду-ду-Кампо                    | Бразилія                        | Весь модельний ряд вантажних автомобілів Латинська Америкаn Двигуни, мости, трансмісії, автобусні шасі Дослідження та розробки | 12 788                         | Н/Д                          |
| Штутгарт                                 | Німеччина                       | Штаб-квартира компанії Двигуни, мости, трансмісії та інші компоненти Ливарний цех і кузня Дослідження і розробки\| 17 973      | 2 060 045 м2 (22 174 140 фут2) |                              |
| Толука                                   | Мексика                         | Відновлення двигунів, трансмісій та інших компонентів                                                                          | Н/Д                            | Н/Д                          |
| Тояма                                    | Японія                          | Малі, середні та великі автобуси Розробка продукції                                                                            | 646                            | Н/Д                          |
| Tramagal                                 | Португалія                      | Fuso Canter | 307                            | 39 900 м2 (429 000 фут2)     |
| Віррей-дель-Піно, провінція Буенос-Айрес | Аргентина                       | Accelo, Atego, автобусне шасі OF і OH                                                                                          | 407                            |                              |
| Верт-ам-Райн                             | Німеччина                       | Actros, Антос, Арокс, Axor, Atego, Еконік, Unimog, Зетрос                                                                      | 11,741                         | Н/Д                          |

1. ↑  Станом на грудень 2013